# Jean-Antoine Dubois
Jean-Antoine Dubois (conhecido como Abade Dubois), nascido em Saint-Remèze em Ardèche (França) no dia 11 de janeiro de 1766 e falecido em Paris no dia 17 de fevereiro de 1848, foi um sacerdote das Missões Estrangeiras de Paris [MEP] e missionário na Índia.
Ordenado sacerdote pela diocese de Viviers em 1792, Dubois deixa a França no mesmo ano para ir a Pondicheri, na Índia, para reassumir, junto com outros padres das MEP, postos desocupados após a Supressão Da Companhia de Jesus (1773). De Pondicheri foi para a antiga missão jesuíta em Mysore.
Após 32 anos de trabalho no sul da Índia, ele volta para a Europa convencido de que a conversão dos hindus é uma tarefa impossível. Pessimista, embora profundamente apegado ao espírito missionário da época, ele expôs sua tese em suas Letters on the State of Christianity in India (Londres, 1823), que foi vigorosamente criticada na Inglaterra.

## Escritos deou atribuídos a) Dubois
Acredita-se geralmente que ele compôs uma obra posteriormente comprada por vinte mil francos pela Companhia das Índias Orientais Inglesas, Governo de Madras, traduzida e publicada em Londres em 1816 sob o título Description of the Character, Manners and Customs of the People of India, and of their Institutions, religious and civil. Este trabalho é considerado a primeira obra de pesquisa indianista. Dubois publica uma edição ampliada em francês sob o título Mœurs, institutions et cérémonies des peuples de l'Inde (1825, Paris), que é considerada a melhor e mais abrangente obra da época sobre a vida na Índia. No entanto, é apenas o plágio de um manuscrito com título quase idêntico escrito em 1800 por François-Pierre Gaudart (1732-1809), ex-agente da Companhia das Indias, e intitulado Institutions, mœurs et religion des gentils anciens et modernes.
Quanto à primeira edição, e conforme explicado por Sylvia Murr, “Moeurs et Coutumes des Indiens —  o único texto que tem direito a esse título —  foi compilado em 1776 - 1777 por Nicolas-Jacques Desvaulx, oficial de artilharia crioula de Pondicheri e filho de um dos comerciantes mais ricos da Companhia Francesa das Índias Orientais. É apenas uma versão resumida, adaptada aos interesses do momento, de um artigo do indianismo jesuíta escrito na metade do século XVIII por Gaston-Laurent Cœurdoux, missionário na Índia entre 1734 e 1779. Este artigo foi prometido a um destino incomum, porque, se Anquetil-Duperron já tinha um capítulo inteiro publicado no dia seguinte à Revolução Francesa, foi também o que o Abade Dubois vendeu em 1808 para a Companhia Inglesa das Índias Orientais em Madras como sendo seu próprio trabalho ..."
Ele também publicou um Exposé de quelques-uns des principaux articles de la théologie des Brahmes (Paris, 1825 ), também plagiado do manuscrito de François-Pierre Gaudart, e Le Pantcha-tantra ou les cinq ruses, fables du Brahme Vichnou-Sarma (Paris, 1826). Ele é um dos colaboradores do Boletim Universel des Sciences do Baron de Férussac. Ele termina sua vida como superior das Missões Estrangeiras.
O padre Dubois está na origem da teoria da invasão ariana.